# Веснины (Кировская область)
Веснины — деревня в Котельничском районе Кировской области в составе Котельничского сельского поселения.

## География
Располагается непосредственно у южной окраины райцентра города Котельнич на юго-запад от деревни Пузыренки.

## История
Известна с 1727 года как деревня Шалабановская с 1 двором, в 1763 году здесь учтены были 34 жителя. В 1873 году здесь (деревня Сусловская или Любиха) было отмечено дворов 10 и жителей 59, в 1905 11 и 75, в 1926 (деревня Любиха или Сусловская)  15 и 94, в 1950 18 и 36, в 1989 проживало 4 человека. Настоящее название утвердилось с 1939 года.

## Население
Постоянное население  составляло 73 человека (русские 95%) в 2002 году, 59 в 2010.